# Mimi Parent

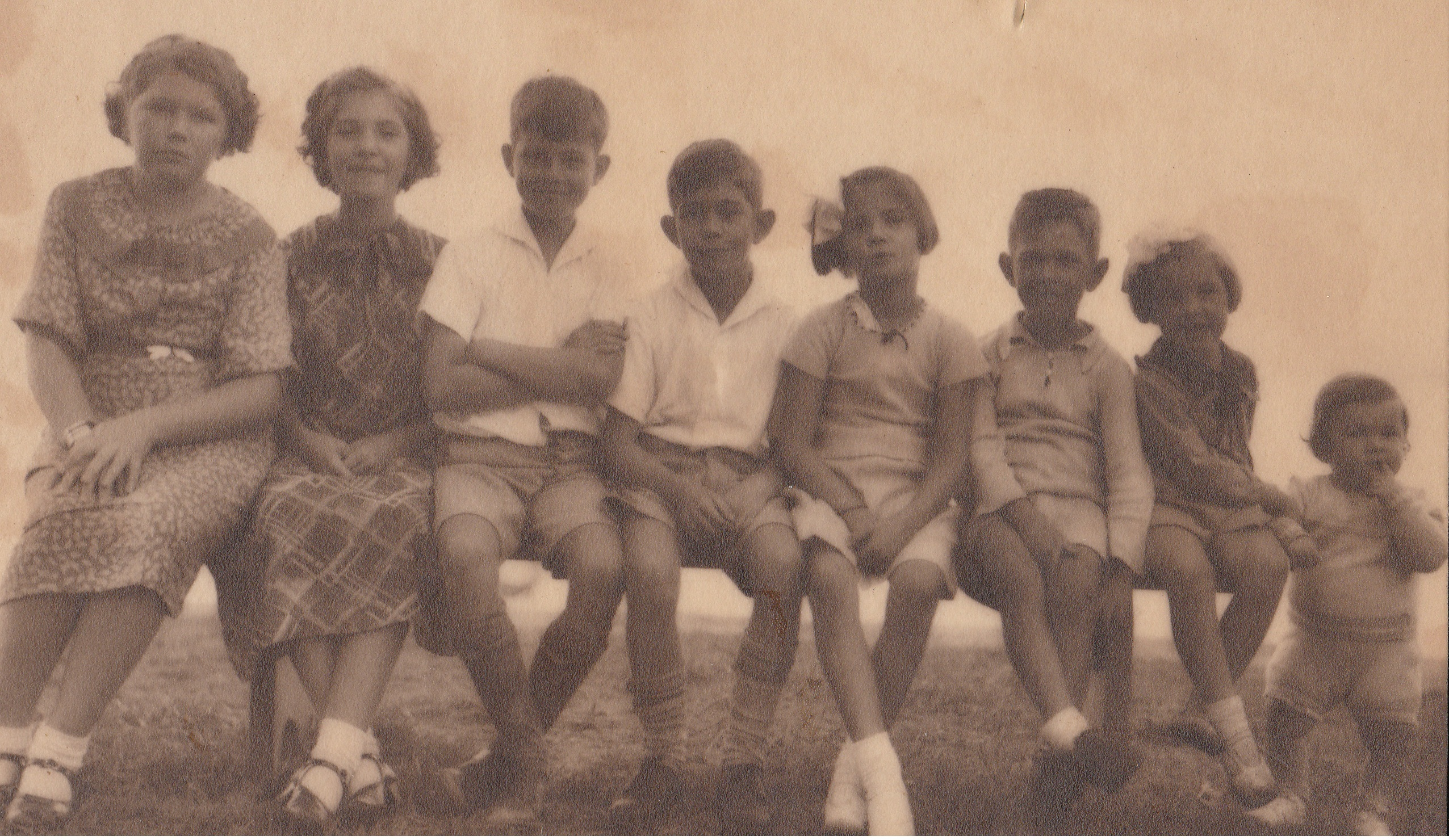
Los hermanos Parent en 1937

Mimi Parent (Mont-Royal, Quebec; 8 de septiembre de 1924-Villars-sur-Ollon, 14 de junio de 2005), nacida Marie Parent, fue una artista surrealista canadiense que desarrolló su carrera artística mayoritariamente en París. Su obra es conocida por su simbolismo y el uso metafórico de objetos comunes, incluyendo cabello humano.

## Trayectoria
Fue la octava de los nueve hijos de Florence Courteau y del arquitecto Lucien Parent. De 1942 a 1947 estudió con Alfred Pellan en la Escuela de Bellas Artes de Montreal, donde conoció al artista Jean Benoît, con el que más tarde se casó. El período de 1944 a 1959, durante el mandato de Maurice Duplessis como primer ministro de Quebec, se conoció como la Gran Oscuridad y estuvo caracterizado por el conservadurismo extremo del gobierno y de la Iglesia Católica. Probablemente como resultado de este conservadurismo, Parent fue expulsada de la escuela en 1947 por indisciplina, relacionada con la realización de una exposición. En 1948, junto con Pellan y Benoît cofundó el grupo Prisme d'Yeux, una organización de artistas quebequenses cuya preocupación común era la libertad de expresión.
En Montreal, solía participar en veladas del juego del cadáver exquisito, un pasatiempo surrealista que consistía en realizar una obra de manera colaborativa pero sin que cada artista supiera lo que habían dibujado los otros.
La galería Dominion de Montreal compró toda su obra y organizó, en 1948, su primera exposición individual que tuvo gran éxito. Parent y Benoît se casaron ese mismo año y gracias a una beca del gobierno francés, en octubre se trasladaron a París para estudiar en el Museo del Hombre, etnografía y arte primitivo y fijar allí su residencia definitiva. Durante toda su vida en París, se mantuvieron alejados de los círculos artísticos de Quebec, exceptuando la relación con Alfred Pellan. También trataron de permanecer fuera de los circuitos de arte oficiales puesto que no querían formar parte del modelo de sociedad existente. A mediados de los años 50 del siglo XX, comenzó a hacer cuadros con una técnica similar a la del collage utilizando objetos que colocaba en unas cajas con el frente de vidrio. En 1955, su obra J'habite au choc marcó una primera ruptura al crear el primero de sus "objetos pictóricos", obras híbridas a medio camino entre la pintura y la escultura. La segunda ruptura llegó en 1959 cuando, a través de Aube Breton, conoció a su padre André Breton, con quien Parent y su marido mantuvieron una profunda amistad. La pareja se unió al grupo surrealista, en el que también se encontraba Marcel Duchamp.
Aceptaron participar en la Exposition inteRnatiOnale du Surréalisme, comúnmente conocida como EROS, que se celebró entre diciembre de 1959 y febrero de 1960 en la galería Daniel Cordier. Para esta exposición, Parent diseñó La Crypte du fétichisme, una sala forrada de piel negra con una pared en la que se encontraba un conjunto de cajas que contenían objetos con connotaciones eróticas pertenecientes a Breton, Meret Oppenheim y ella misma. Entre estos objetos se encontraba una de sus obras más famosas, la pieza Masculino-Femenino, un ensamblaje de caja de acrílico que presenta una corbata hecha con su propio pelo, en contraste con las solapas de un traje de hombre y una camisa blanca y que se utilizó como cartel de la exposición. También se encargó del catálogo de la exposición en colaboración con Marcel Duchamp, la conocida como Boîte Alerte. La obra consiste en una caja de cartón cubierta de papel verde en la que está impresa en la parte delantera la palabra "BOITE ALERTE". Debajo hay una etiqueta blanca que dice "MISSIVES LASCIVES" y en el lado izquierdo de la caja están impresas las palabras "EXPOSITION INTERNATIONALE DU SURREALISME", mediante la que se podían “enviar” ideas. El título ya alertaba sobre su contenido explosivo, además del juego de palabras boîte à lettres, buzón en francés y boîte alerte, es decir, caja de alerta. Dentro se encontraban una serie de objetos excitantes e inquietantes, desde cuentos eróticos hasta una media de mujer o una carta de amor censurada mediante el tachado de ciertos pasajes. Fue el comienzo de una serie de cajas surrealistas.
El 2 de diciembre de 1959, en el 145 aniversario de la muerte del Marqués de Sade, dos semanas antes de la inauguración de la exposición, asistió a su marido en la puesta en escena del espectáculo teatral firmado por él, L'Exécution du testament du marquis de Sade, que tuvo lugar en casa de la escritora Joyce Mansour. Mientras Breton leía el testamento de Sade, Parent iba ayudando a Benoít a liberarse del traje con elementos que aludían a Eros y Tánatos simbolizando la moralidad represiva de la sociedad moderna. Finalmente, Benoît con un hierro candente, grabó las letras SADE sobre su pecho, lo que motivó al pintor Roberto Matta a hacerlo también. Esta ceremonia permitió a Parent y Benoît tener un papel como miembros centrales del grupo con el que participaron en eventos artísticos organizados por el grupo como las veladas del teatro Ranelagh de París y Parent estuvo presente en las exposiciones colectivas surrealistas: 
- 1960 Surrealist intrusion into the Enchanter's Domain de Nueva York, que fue la última exposición surrealista internacional oficial organizada por Breton y Duchamp;[8]
- 1961 Mostra Internazionale del Surrealismo, en la Galería Schwarz de Milán
- 1965 L'Écart Absolu en la Galería l’Oeil de París,[21]
- 1967 A Phalla, en la Fundación A. Alvarez Pentadeo de Sao Paulo
- 1968 Le Principe de plaisir, en las ciudades checoslovacas de Praga, Brno y Bratislava.[22]

Ilustró libros para Guy Cabanel y Jose Pierre y participó en eventos reivindicativos manifestándose en las calles de París en mayo de 1968 o produciendo carteles anti-Gaullistas.
En 1966 murió Breton y en 1969 el grupo surrealista se disolvió. Parent continuó creando sus objetos pictóricos y participando en gran cantidad de exposiciones.
- 1966 exposición individual en la galería Maya, Bruselas
- 1976 Marvelous Freedom - Vigilance of Desire, Chicago[23]
- 1978 Surrealism Unlimited, en el Camden Art Centre, Londres, montada por Conroy Maddox como contrapartida de la Dada and Surrealism Reviewed de la Hayward Gallery, una retrospectiva que Maddox consideró que no representaba adecuadamente el surrealismo[5]
- 1984 Galerie André-François Petiten, París[24]
- 1987 La femme Et Le Surrealisme en el museo cantonal de Bellas Artes, Lausana[22]
- 1989 I surrealist, Milán[25]
- 1990 Los Surrealistas, en el Schirn-Kunsthalle, Frankfurt, nueva edición de I Surrealist[26]
- 1992 Sauvages des villes – sauvages des îles junto a Benoît, Louis Pons y Fred Deux, Noyers-sur-Serein[23]
- 1995 Féminin-Masculin, le sexe de l'art, gran exposición colectiva en el Centro Pompidou, París[27]
- 1997 Le Surréalisme et l'amour, exposición colectiva, París[28]
- 1998 Destinations inconnues, Galería 1900-2000, París[29]
- 2001 Exposición retrospectiva surrealista Desire Unbound en Tate Modern, Londres donde se mostraron dos de sus obras en esta exposición basada en la creencia de Breton de que el deseo es el único maestro que el hombre debe reconocer. Estas obras fueron Boite Alerte: Missives Lascives (1959) y Maitresse (Mistress, 1996), un látigo con dos colas de cabello humano trenzado[8]
- 2001 D'après l'antique en Museo del Louvre, París[1]
- 2005 Paris And The Surrealists, Barcelona[16]

Trabajó en sus creaciones durante toda su vida. Incluso cuando su salud se deterioró en los últimos años, continuó produciendo arte trabajando en su apartamento del distrito 20, centrándose en dibujos a tinta.
Murió de insuficiencia cardiaca el 14 de junio de 2005 en Suiza. Sus cenizas, junto con las de su marido Jean Benoît, fallecido en 2010, fueron esparcidas en los alrededores del Castillo de Lacoste, la finca del Marqués de Sade en la Alta Provenza.
Parent fue descrita por André Breton, líder del movimiento surrealista, como una de las fuerzas vitales específicas del Surrealismo. Una reseña de Régis Tremblay sobre la exposición retrospectiva de 2004 de la obra de Parent y Benoît celebrada en Montreal, dice de la pareja que aunque su obra fuera siempre extraña o preocupante, ellos tenían una ligereza, un humor risueño y una juventud poco común para los octogenarios que eran.
Penelope Rosemont en su obra Surrealist Women: an international anthology (1998), dice que el Surrealismo de Parent siempre ha sido incorregiblemente salvaje y absoluto. Por su parte, Alyce Mahon, que analiza la obra de Parent en su libro Surrealism and the Politics of Eros, 1938-1968 dice de ella que fue una de las más vibrantes y provocadoras de los surrealistas posteriores a la Segunda Guerra Mundial.

## Obra
Sus obras poseen carácter simbólico. Son muy conocidas las pequeñas cajas que ella llamaba cuadros-objeto. Se trataba de cajas de alrededor de 20 cm de profundidad que mostraban a veces descaradamente, a veces misteriosamente su contenido que generalmente consistía en objetos comunes utilizados de manera metafórica que mezclaba y colocaba sobre paisajes esculpidos en yeso, para presentar escenas dramáticas de la mitología, el folclore y su propia imaginación, creando mundos en la frontera entre el sueño y la pesadilla, con alusiones a temas como el deseo sexual, las políticas de género, la novela gótica, las heroínas mágicas o las posibilidades liberadoras de la noche. Muchas representaban el momento del amanecer, cuando, según la mitología, los poderes lunares (femeninos) y solares (masculinos) se encuentran. En las discusiones sobre arte, Parent siempre insistió en que en el Surrealismo no se trataba de ser un artista masculino o femenino, sino de tener una visión de un nuevo mundo audaz en el que ambos sexos fueran libres. El tono oscila entre el humor de L'Après-midi du petit Freud o Los Hermanos Rousseau y la ansiedad de Le Chant de la louve o Le Viol.
En sus composiciones, utilizaba elementos poco comunes como el cabello. Para dar volumen a escenas planas, se sirvió de todo tipo de técnicas desde el bordado hasta la incrustación y el collage. Sus trabajos se publican regularmente en las revistas surrealistas Bief, La Brèche y L'Archibras.
Sobre la insistente presencia de pájaros en sus pinturas, que no puede ser confundida con un mero motivo, hay quien lo relaciona con la Analogía Universal de Charles Fourier, en la que el pájaro es la criatura que se eleva por encima de todas las demás.  
Algunas de sus obras, como Masculin-Féminin, se encuentran entre las más importantes de los últimos 40 años de la tendencia surrealista y están incluidas en todas las grandes exposiciones dedicadas a ella, explica Michel Martin, curador de arte contemporáneo del Museo nacional de bellas artes de Quebec (MNBAQ) responsable de la exposición Parent-Benoît presentada el año 2009
Algunas de sus piezas son:
- 1945 Autoportrait au chat, Museo nacional de bellas artes de Quebec
- 1948 Nature morte, Museo nacional de bellas artes de Quebec
- 1955 J'habite au choc, versión decimosegunda, colección particular
- 1959 Masculin-Féminin
- 1959 Boîte alerte, colección particular
- 1959 La Crypte du fétichisme, ensamblaje de una veintena de objetos simbolizando el fetichismo.
- 1959 o 1960 Le Veilleur de nuits, Museo nacional de bellas artes de Quebec
- 1970 Ex-voto
- 1973 Ève rêve
- 1975 Le passage du mervillon, colección particular
- 1976 Reliquaire pour un crâne surmodelé du Moyen-Sepik, colección particular
- 1980 Le Labyrinthe
- 1981 Le viol
- 1982 La Belle cheval, Galerie François Petit
- 1983 Panthère noire, colección particular
- 1989 Les très riches heures du marquis de Sade, colección particular
- 1991 Espace bleu, colección particular
- 1991 Adieu vieux monde
- 1992 Une vieille histoire, dans un vieux port, sur un vieux continent
- 1994 The Rousseau Brothers
- 1994 Le Profanateur
- 1996 Maîtresse, colección particular
- 2002 Le Passager clandestin

## Reconocimientos
- 2001 Premio de la Fundación Woldemar Winkler de la Sparkasse Gütersloh[23]
- 1998 la Galerie 1900-2000 de París organizó una retrospectiva de su obra[22]
- 2004 el Museo Nacional de Bellas Artes de Quebec (MNBAQ) celebró una retrospectiva de Parent y Benoit[16][22]
- 2009 el Espacio Berggruen de París organizó una exposición retrospectiva de Parent y Benoît entre el 26 de abril al 20 de junio[35][36]